# Синклер, Джон (музыкант)
Джон Те́ренс Си́нклер (англ. John Terence Sinclair; род. 12 апреля 1952, Лондон, Англия) — английский музыкант, клавишник, наибольшую известность получивший как участник Uriah Heep и группы Оззи Осборна.

## Биография
Джон Синклер начал изучать классическое фортепиано в возрасте 5 лет, а с 15-летнего возраста он стал профессиональным музыкантом.
После записи сольного альбома в 19 лет он сотрудничал со многими группами, включая The Heavy Metal Kids, Status Quo и Сюзи Кватро. В 1976 году, после того, как он был признан одним из десяти лучших рок-клавишников Великобритании, совместно с группой Gary Farr's Lion переехал в Лос-Анджелес. Помимо участия в этой группе, он продолжил сессионную работу с Jefferson Starship, Эдди Мани, Рексом Смитом, The Outlaws и The Babys. Так же Синклер исполнил партии клавишных для саундтрека к фильму «Это — Spinal Tap!».
В 1981 году он присоединился к ветеранам рок-сцены Uriah Heep. Помимо 5 лет обширных гастролей по всему миру, записал с группой 3 альбома, а именно «Abominog» (1982), «Head First» (1983) и «Equator» (1985).
В 1986 году он присоединился к группе Оззи Осборна в качестве сессионного (1986 – 1991), а затем турового (1995 – 2003) клавишника и поучаствовал в записи альбомов  «No Rest for the Wicked» (1988), «No More Tears» (1991) и концертного «Live at Budokan» (2002).
В начале 90-х Синклер так же сотрудничал с группой The Cult и принял участие в записи их концертного альбома «Live Cult», выпущенного в 1993 году.
В 2003 году Джон Синклер закончил свою музыкальную деятельность и обосновался в шотландском Хайленде.
В настоящий момент Синклер является квалифицированным гипнотерапевтом.

## Дискография

### с The Babys
- Head First (1978)

### с The Cult
- Live Cult (1993)

### с Dunmore
- Dunmore

### с Ричардом Греко
- Waiting for the Sky To Fall

### с Gary Farr's Lion
- Running All Night (1980)

### с Heavy Metal Kids
- Kitsch
- Chelsea Kids

### с Uriah Heep
- Abominog (1982)
- Head First (1983)
- Equator (1985)

### с Оззи Осборном
- No Rest for the Wicked (1988)
- Just Say Ozzy (1989)
- No More Tears (1991)
- The Ozzman Cometh (1997)
- Live at Budokan (2002)
- Prince of Darkness (2005)

### с Кози Пауэллом
- The Drums Are Back

### с Savoy Brown
- Rock 'N' Roll Warriors
- Raw Live 'N Blue

### с Shy
- Brave The Storm

### с Spinal Tap
- This Is Spinal Tap (1984)

### с Roadway
- The EP (2011)